# Kemp (låt)
"Kemp" är en låt av det svenska punkrockbandet Millencolin. Den finns med på deras femte studioalbum Home from Home, men utgavs också som singel den 18 februari 2002. Singeln innehåller även låtarna "The Downhill Walk" och "Absolute Zero". Skivan utgavs på CD och 7" av Burning Heart Records och på 7" av tyska Stereodrive! Records.
"Kemp" var ursprungligen en b-sida till singeln "Fox", dock i en annan version.

## Låtlista
CD
1. "Kemp"
2. "The Downhill Walk"
3. "Absolute Zero"

7"
- Sida A:

1. "Kemp"

- Sida B:

1. "The Downhill Walk"
2. "Absolute Zero"

## Listplaceringar
| Lista (2002) | Topplacering |
| ------------ | ------------ |
| Sverige      | 60           |